# Prisekano šestkotno tlakovanje
Prisekano šestkotno tlakovanje je v geometriji polpravilno tlakovanje evklidske ravnine. Vsebuje dva dvanajstkotnika in en trikotnik na vsakem oglišču (točka kjer se srečajo tri ali več ploščic tlakovanja).
Kot že ime nakazuje se to tlakovanje lahko konstruira z operacijo prisekanosti na šestkotnem tlakovanju, kjer pustimo dvanajstkotnike na mestu prvotnih šestkotnikov ter nove trikotnike na mestih prvotnih oglišč. Razširjeni Schläflijev simbol je t0,1{6,3}. 
John Horton Conway (rojen 1937) je to vrsto tlakovanja imenoval prisekani hekstil, ker ga je lahko konstruiral z operacijo prisekanja na šestkotnem tlakovanju (hekstil).

## Uniformno barvanje
Obstoja samo eno uniformno barvanje prisekanega šestkotnega tlakovanja.
Slika:Uniform polyhedron-63-t01.svg

## Sorodni poliedri in tlakovanja
dvanajstkotniške stranske ploskve lahko popačimo na različne načine kot je v naslednjem primeru:
|  |  |

To tlakovanje je topološko  sorodno zaporedju prisekanih poliedrov, ki imajo konfiguracijo oglišča (3.2n.2n) in simetrijo Coxeterjeve grupe [n,3]
| Sferna/ravninska simetrija | *232 [2,3] D3h | *332 [3,3] Td | *432 [4,3] Oh | *532 [5,3] Ih | *632 [6,3] P6m | *732 [7,3] | *832 [8,3] | *∞32 [∞,3] |
| Red simetrije              | 12             | 24            | 48            | 120           | ∞              | ∞          | ∞          | ∞          |
| Coxeter Schläfli           | t0,1{2,3}      | t0,1{3,3}     | t0,1{4,3}     | t0,1{5,3}     | t0,1{6,3}      | t0,1{7,3}  | t0,1{8,3}  | t0,1{∞,3}  |
| -------------------------- | -------------- | ------------- | ------------- | ------------- | -------------- | ---------- | ---------- | ---------- |
| Prisekane oblike           | 3.4.4          | 3.6.6         | 3.8.8         | 3.10.10       | 3.12.12        | 3.14.14    | 3.16.16    | 3.∞.∞      |
| Triakisne oblike           | V3.4.4         | V3.6.6        | V3.8.8        | V3.10.10      | V3.12.12       | V3.14.14   |            |            |

## Wythoffova konstrukcija iz šestkotnih in trikotnih tlakovanj
Podobno kot pri uniformnih poliedrih obstoja osem uniformnih tlakovanj, ki imajo osnovo v pravilnem šestkotnem tlakovanju ali njegovem dualnem trikotnem tlakovanju. Če narišemo ploščice tlakovanja obarvane rdeče na prvotnih stranskih ploskvah in obarvano rumeno na prvotnih ogliščih ter modro na prvotnih robovih dobimo osem oblik. Od njih jih je sedem topološko različnih  med seboj. Prisekano trikotno tlakovanje je topološko identično s šestkotnim tlakovanjem.
| Wythoff            | 3 \| 6 2 | 2 3 \| 6  | 2 \| 6 3 | 2 6 \| 3  | 6 \| 3 2 | 6 3 \| 2  | 6 3 2 \|    | \| 6 3 2  |         |             |
| Schläfli           | {6,3}    | t0,1{6,3} | t1{6,3}  | t1,2{6,3} | t2{6,3}  | t0,2{6,3} | t0,1,2{6,3} | s{6,3}    | h0{6,3} | h1,2{6,3}   |
| Coxeter            |          |           |          |           |          |           |             |           |         |             |
| ------------------ | -------- | --------- | -------- | --------- | -------- | --------- | ----------- | --------- | ------- | ----------- |
| Slika Slika oglišč | 6.6.6    | 3.12.12   | 3.6.3.6  | 6.6.6     | {36}     | 3.4.6.4   | 4.6.12      | 3.3.3.3.6 | (3.3)3  | 3.3.3.3.3.3 |